# Luganské Alpy
Luganské Alpy (italsky Prealpi Luganesi) jsou pohoří v jižní části Alp v Itálii a ve Švýcarsku. Je součástí Lombardských Alp, respektive Západních Alp. Nachází se v italském regionu Lombardie (v provinciích Como a Varese) a švýcarském kantonu Ticino (v okresech Bellinzona, Locarno, Lugano a Mendrisio). Západní hranici Luganských Alp tvoří jezero Lago Maggiore, severní hranici Lepontské Alpy, východní jezero Lago di Como a jižní Pádská nížina. Západní svahy pohoří odvodňuje řeka Ticino, východní řeka Adda, střední a jižní části pohoří, pak menší přítoky Pádu. Nejvyšší horou Luganských Alp je Pizzo di Gino (2 245 m).

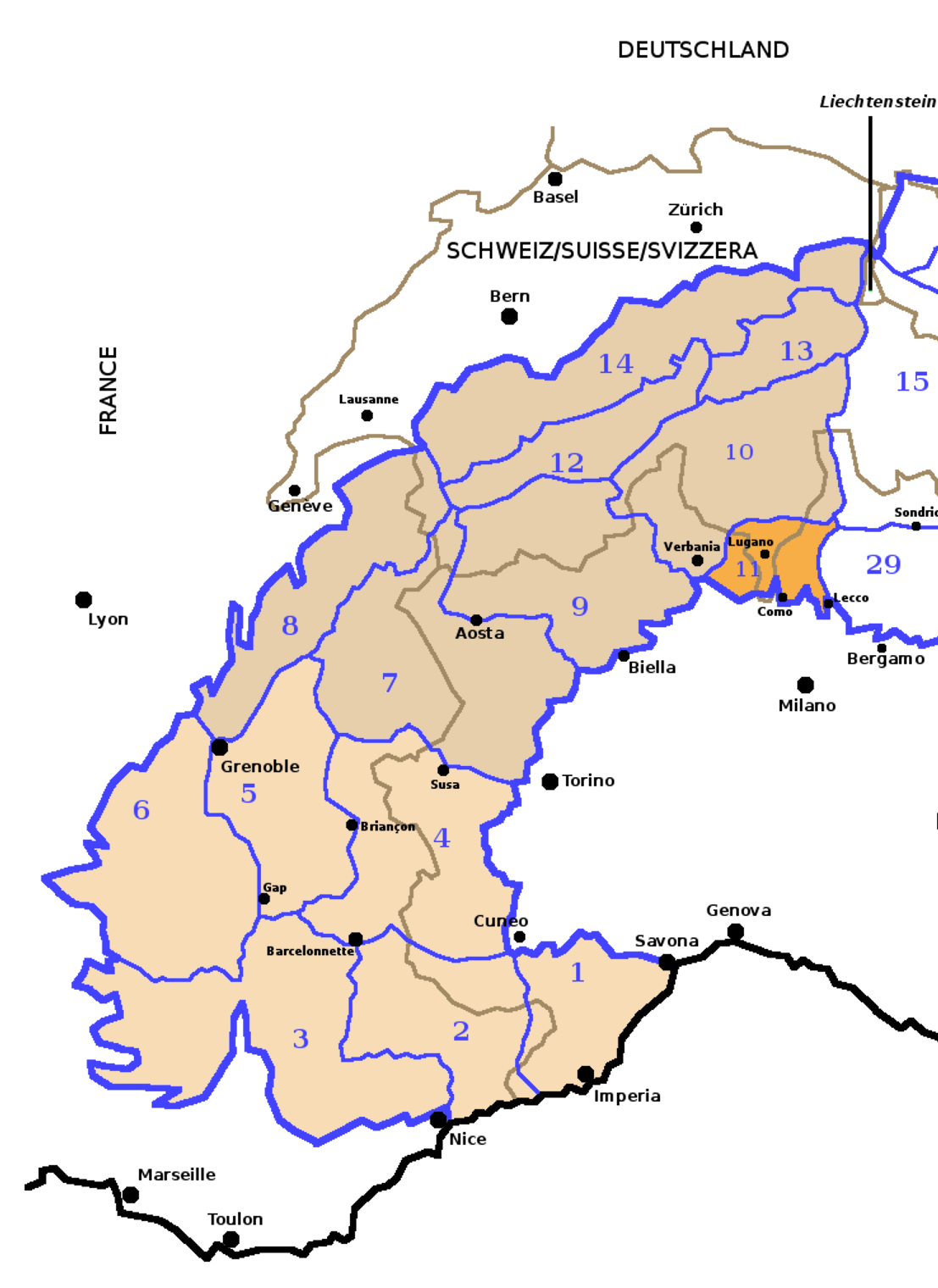
11 - Luganské Alpy

## Členění
- Comské Alpy (Prealpi Comasche)
- Vareské Alpy (Prealpi Varesine)